# Carl Salfeld
Carl Friedrich Wilhelm Salfeld (* 10. August 1793 in Hannover; † 28. Dezember 1847 in Burgdorf) war ein deutscher Verwaltungsjurist.

## Leben
Carl Salfeld war Sohn des Schloßpredigers in Hannover und Abt des Klosters Loccum Johann Christoph Salfeld. Salfeld studierte Rechtswissenschaften, unterbrochen durch die Befreiungskriege, an der Universität Göttingen. In seiner Göttinger Studienzeit wurde er Mitglied des Corps Hannovera Göttingen. Nach seinem Studium trat er in den Verwaltungsdienst des Königreichs Hannover ein und wurde 1824 Amtsassessor beim Amt Hannover, 1834 im Amt Osterholz und 1840 im Amt Nienover im Solling. 1845 wurde er zum Amtmann in Burgdorf befördert und blieb dort bis zu seinem Tod.